# جيورجوس كوستيكوس
جيورجوس كوستيكوس (باليونانية: Γιώργος Κωστίκος)‏، من مواليد 26 أبريل 1958 ، لاعب كرة قدم يوناني سابق.
لعب مع منتخب اليونان لكرة القدم.

## روابط خارجية
- جيورجوس كوستيكوس على موقع الاتحاد الأوربي (الإنجليزية)
- جيورجوس كوستيكوس على موقع قاعدة بيانات كرة القدم.إي يو (الإنجليزية)
- جيورجوس كوستيكوس على موقع ناشيونال فوتبول تيمز (الإنجليزية)
- جيورجوس كوستيكوس على موقع عالم كرة القدم.نت (الإنجليزية)